# Jamie Gold
Jamie M Gold, född 25 augusti 1969 i New York, är en amerikansk tv-producent, pokerspelare och före detta talangagent, bosatt i Malibu i Kalifornien.

## Tidiga år
Jamie Gold föddes i New York och växte upp i Paramus i New Jersey och utexaminerade från Paramus High School 1987. Fyra år senare tog han en kandidatexamen vid State University of New York i Albany och började studera Entertainment Law vid UCLA.

## Pokerkarriär
Golds mamma Jane var en flitig pokerspelare och hans morfar en gin rummy-mästare. Via jobbet började Gold jobba med tidigare WSOP Main Event-vinnare, Johnny Chan och Chris Moneymaker, och Chan blev Golds pokermentor.
År 2005 började Jamie spela pokerturneringar. Han vann sin första stora Texas hold'em-turnering i april samma år, med en vinst på $54 225. Under det kommande året, placerade sig Jamie ITM sju gånger till, i Kalifornien.
Jamie bor granne med WSOP 2000:s Main Event-vinnare Chris Ferguson.

Gold har bekräftat att han trots sin pokerframgång, kommer att fortsätta med sitt vanliga jobb och spela poker på fritiden.

### World Series of Poker 2006
Under World Series of Poker 2006 behöll Gold en betryggande ledning från och med dag 4 och framåt under Main Eventet och klarade sig från en uppställning av 8 772 spelare. Jamie slog ut sju av sina åtta motståndare på finalbordet. Den ende som han inte slog ut, Douglas Kim, slogs i stället ut av andrapristagaren Paul Wasicka.
Gold slog ut Paul Wasicka heads-up och vann 12 miljoner dollar när hans D♠ 9♣ träffade ettpar på brädan D♣ 8♥ 5♥, redan efter tredje handen heads-up. Wasicka satt på 10♥ 10♠ lyckades inte förbättra när E♦ och 4♣ dök upp på fjärde och femte gatan.